# Myself
Myself è l'undicesimo album in studio della cantante taiwanese Jolin Tsai, pubblicato nel 2010.

## Tracce
1. Honey Trap (美人計) – 3:35
2. Missed Call (Interlude) – 0:28
3. Love Player (玩愛之徒) – 3:26
4. Secret Talk (Interlude) – 0:27
5. Party Star (派大星) – 3:53
6. Let’s Start the Dance (Interlude) – 0:45
7. Black-Haired Beautiful Girl (黑髮尤物) – 3:24
8. Nothing Left to Say (無言以對) – 3:46
9. L'amour est parti (Interlude) – 0:27
10. Real Hurt (小傷口) – 4:28
11. Macho Babe (娘子漢) – 3:20
12. Butterflies in My Stomach (七上八下) – 3:31
13. Let’s Break Up (解散愛) – 4:09
14. I Love You Too (Interlude) – 0:08
15. Take Immediate Action (即時生效) – 3:18

Tracce bonus (Edizione Deluxe)
1. Honey Trap (Dance with Me Remix) – 6:39
2. Butterflies in My Stomach (Heart Beating Remix) – 6:01
3. Macho Babe (Cheerleading Remix) – 4:34
4. Love Player (I Know You Remix) – 5:03
5. Party Star (Don't Stop Remix) – 6:38
6. Myself 5 in 1 Mashup Remix – 7:30